# Parlamentswahl in Malta 2013
- PL: 39
- PN: 30

Am Samstag, den 9. März 2013, fand die Wahl zum Repräsentantenhaus, dem Parlament der Republik Malta, statt. Die Partit Laburista (PL, Arbeiterpartei) gewann die Mehrheit der Sitze und besiegte damit die Partit Nazzjonalista (PN, Nationalistische Partei), die seit 1987, mit einer kurzen Unterbrechung von weniger als zwei Jahren zwischen 1996 und 1998, die Regierungsverantwortung innegehabt hatte.

## Hintergrund
Am 10. Dezember 2012 wurde die Regierung von Lawrence Gonzi bei der Abstimmung über den Finanzkalkulationsplan 2013 abgelehnt, als der Regierungsabgeordnete Franco Debono aus Protest gegen den Haushaltsvorschlag der Regierung stimmte, um gegen die Reform des Verkehrswesens zu protestieren und einem deutschen Betreiber den Auftrag zur Verwaltung des nationalen Busverkehrs zu erteilen. Angesichts des Ausfalls des Angebots kündigte Gonzi an, dass das Repräsentantenhaus am 7. Januar aufgelöst und eine Parlamentswahl am 9. März gefordert werde.

## Wahlsystem
Das Abstimmungssystem war, wie bei früheren Wahlen, das Verhältniswahlrecht durch eine modifizierte übertragbare Einzelstimme mit fünf Abgeordneten, die aus jedem der dreizehn Bezirke, d. h. insgesamt 65 Wahlkreissitze, zurückzugeben sind, wobei eine variable Anzahl von großen Sitzen hinzugefügt wurde, um sicherzustellen, dass sich die Gesamtstimmen der ersten Präferenz in der Zusammensetzung des Repräsentantenhauses widerspiegeln. Es gab auch einige kleinere Änderungen an den Grenzen der Wahlkreise gegenüber den vorangegangenen Parlamentswahlen und verbesserte Wahlmöglichkeiten für Krankenhauspatienten.

## Parteien
Die beiden führenden politischen Parteien, die die Wahl anfechten, waren die Nationalistische Partei des amtierenden Premierministers Lawrence Gonzi und die Arbeitspartei unter der Führung von Joseph Muscat, für den dies die erste Parlamentswahl an der Spitze der Partei war. Die dritte Partei war die Demokratische Alternative, eine Grüne Partei, die versuchte, ihren ersten Abgeordneten zu wählen. Eine kleine Anzahl unabhängiger Kandidaten kandidierte ebenfalls zur Wahl. National Action, das bei den Parlamentswahlen 2008 und 2009 kandidiert hatte, stellte seine Aktivitäten 2010 ein und bestreitet diese Wahl nicht.

## Ergebnis
Nach dem vorläufigen Ergebnis, bei dem Labour 39 zu 26 Sitze für die Nationalisten gewann, sagte Labour-Parteichef Joseph Muscat in Naxxar: „Ich hatte einen solchen erdrutschartigen Sieg für Labour nicht erwartet. Wir müssen alle ruhig bleiben, morgen ist ein neuer Tag.“ Der nationalistische Parteichef Lawrence Gonzi räumte die Wahl mit den Worten ein: „Die Nationalistische Partei muss einen Reformprozess einleiten und gleichzeitig in ihren Werten verwurzelt bleiben“. Dies war das erste Mal, dass die Labour-Partei seit dem Beitritt Maltas zur Europäischen Union die Mehrheit in der Regierung gewann. Es handelte sich auch um die erste Labour-Regierung im neuen Jahrtausend, nachdem die vorherige bereits vor Amtsende im Jahr 1998 abgesetzt worden war. Darüber hinaus gewann die Arbeitspartei in 23 der 35 Ortschaften die absolute Mehrheit der Stimmen und erhöhte ihren Gesamtanteil an den Stimmen gegenüber den letzten Wahlen um 2,2 %. Die Nationalistische Partei erhielt daraufhin vier große Sitze, so dass sie insgesamt 30 Sitze erhielt, um ihren Anteil an der Abstimmung der ersten Präferenz anzupassen.
| Parlamentswahl in Malta 2013                    | Parlamentswahl in Malta 2013                    | Parlamentswahl in Malta 2013 | Parlamentswahl in Malta 2013 | Parlamentswahl in Malta 2013 | Parlamentswahl in Malta 2013 | Parlamentswahl in Malta 2013 |  |
| Partei                                          | Partei                                          | Stimmen 1. Präferenz         | Stimmen 1. Präferenz         | Stimmen 1. Präferenz         | Sitze                        | Sitze                        |  |
| Partei                                          | Partei                                          | Zahl                         | %                            | +/-                          | Zahl                         | +/-                          |  |
| ----------------------------------------------- | ----------------------------------------------- | ---------------------------- | ---------------------------- | ---------------------------- | ---------------------------- | ---------------------------- |  |
|                                                 | Partit Laburista (PL) *                         | 167.533                      | 54,83 %                      | ▲6,04 %                      | 39                           | ▲5                           |  |
|                                                 | Partit Nazzjonalista (PN)                       | 132.426                      | 43,34 %                      | ▼6,00 %                      | 30                           | ▼5                           |  |
|                                                 | Alternattiva Demokratika (AD)                   | 5.506                        | 1,80 %                       | ▲0,49 %                      | 0                            | ▬                            |  |
|                                                 | Partit Ajkla                                    | 47                           | 0,02 %                       | Neu                          | 0                            | Neu                          |  |
|                                                 | Alleanza Liberali                               | 12                           | 0,00 %                       | Neu                          | 0                            | Neu                          |  |
|                                                 | Unabhängige                                     | 32                           | 0,01 %                       | ▬                            | 0                            | ▬                            |  |
| Gesamt                                          | Gesamt                                          | 305.556                      | 100,00 %                     |                              | 69                           | ▬                            |  |
|                                                 |                                                 |                              |                              |                              |                              |                              |  |
| Gültige Stimmen                                 | Gültige Stimmen                                 | 305.556                      | 98,69 %                      |                              |                              |                              |  |
| Ungültige Stimmen                               | Ungültige Stimmen                               | 4.044                        | 1,31 %                       |                              |                              |                              |  |
| Abgegebene Stimmen                              | Abgegebene Stimmen                              | 309.600                      | 100,00 %                     |                              |                              |                              |  |
| Anzahl der Wahlberechtigten und Wahlbeteiligung | Anzahl der Wahlberechtigten und Wahlbeteiligung | 330.072                      | 93,80 %                      | ▲0,50 %                      |                              |                              |  |

Für die einzelnen Abgeordneten siehe: Liste der Parlamentsabgeordneten von Malta (12. Wahlperiode).